# Phegopteris connectilis
Thélyptère fougère-du-hêtre
Espèce
Phegopteris connectilis (autrefois Thelypteris phegopteris) est une espèce de Fougères de la famille des Thelypteridaceae. Elle est appelée Thélyptère fougère-du-hêtre. 

## Synonymes
Basionyme selon Tropicos (21 mai 2013) :  
- Polypodium connectile Michx., 1803

Synonymes selon Tropicos (21 mai 2013) : 
- Dryopteris phegopteris (L.) C. Chr., 1905
- Lastrea phegopteris Bory ex Newnham
- Phegopteris polypodioides Fée, 1852
- Polypodium phegopteris L. 1753
- Thelypteris phegopteris (L.) Sloss. in Rydb., 1917

## Liste des variétés
Selon Tropicos (21 mai 2013) (Attention liste brute contenant possiblement des synonymes) :
- variété Thelypteris phegopteris var. cruciata (Kaulf.) Ching

### Phegopteris connectilis
- (en) Catalogue of Life : Phegopteris connectilis (Michx.) Watt (consulté le 21 décembre 2020)
- (en) Flora of North America : Phegopteris connectilis  (consulté le 21 mai 2013)
- (en) GRIN : espèce Phegopteris connectilis  (Michx.) Watt (consulté le 21 mai 2013)
- (fr + en) ITIS : Phegopteris connectilis  (Michx.) Watt (consulté le 21 mai 2013)
- (en) NCBI : Phegopteris connectilis (taxons inclus) (consulté le 21 mai 2013)
- (fr) Tela Botanica (France métro) : Phegopteris connectilis  (Michx.) Watt (consulté le 21 mai 2013)
- (en) Tropicos : Phegopteris connectilis (Michx.) Watt  (+ liste sous-taxons) (consulté le 21 mai 2013)

### Thelypteris phegopteris(non valide)
- (en) Catalogue of Life : Thelypteris phegopteris (L.) Sloss. (consulté le 21 mai 2013)
- (fr + en) ITIS : Thelypteris phegopteris  (L.) Sloss. Non valide (consulté le 21 mai 2013)
- (fr) Tela Botanica (France métro) : Thelypteris phegopteris (consulté le 21 mai 2013)
- (en) Tropicos : Thelypteris phegopteris (L.) Sloss. ex Rydb.  (+ liste sous-taxons) (consulté le 21 mai 2013)